# Общественное место

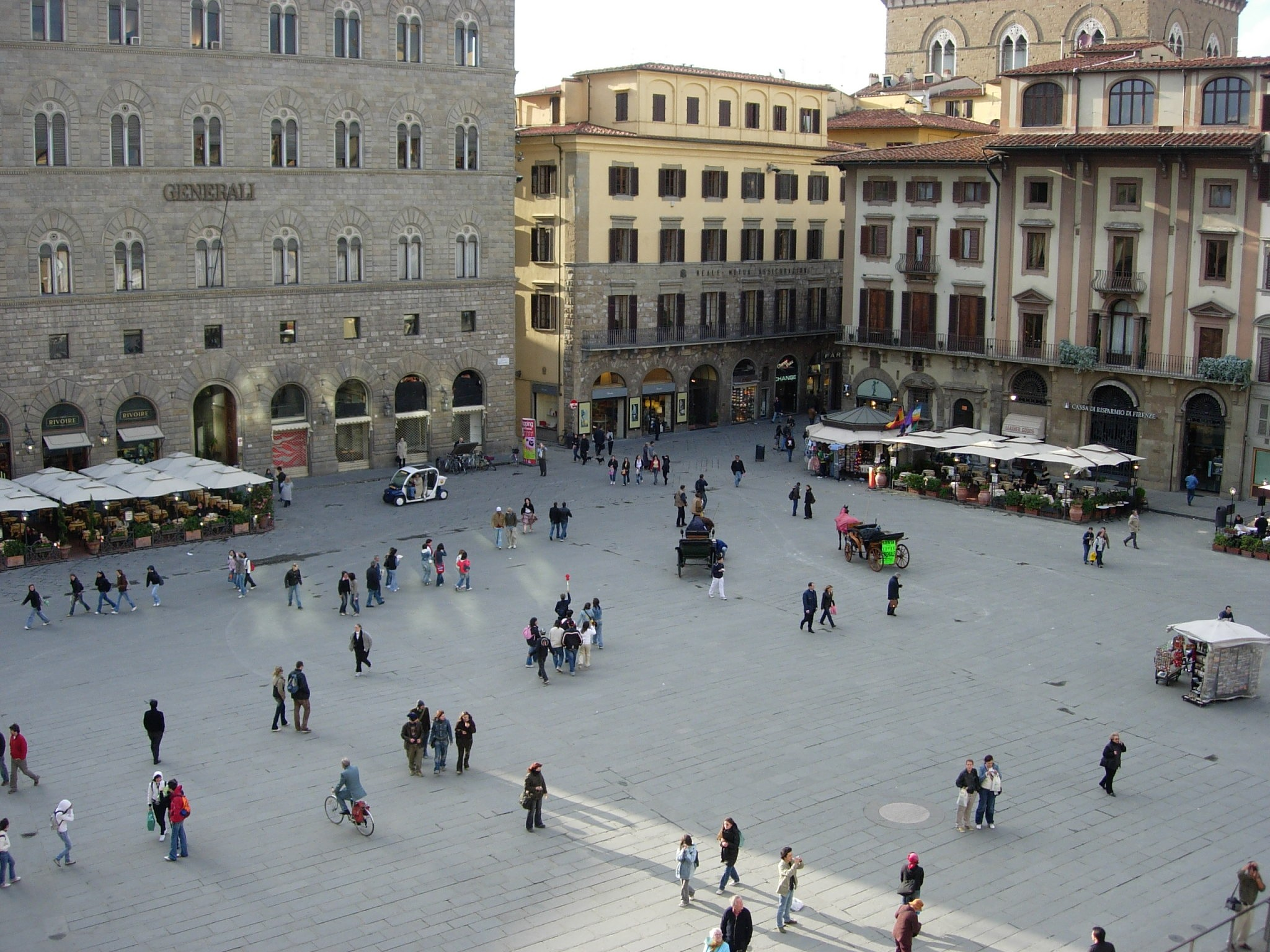
Площадь Синьории (Флоренция)

Общественное место — территория, пространство, помещение, постоянно или в какой-либо период времени свободное для доступа и использования неопределенным кругом лиц (см. Общественность).
Понятие общественного места используется при регулировании гражданских правоотношений, возникающих за пределами частных пространств, где правовые положения и сама возможность нахождения отдельных граждан ограничены в силу общего закона и основанных на законе частных норм.

## Особенности национальных и локальных определений
В рамках одного и того же государства признаки общественного места не универсальны, и устанавливаются в контексте конкретных законодательных и нормативных актов. Эти уточнения, — как правило, в виде исчерпывающего перечисления, — определяются нормотворцем в пределах его компетенции, соответственно кругу задач, регулирование которых предполагает соответствующий акт. Юридическое значение признаков (перечней) общественных мест, определяемых в актах местной власти, ограничено пределами её территориальной и административной компетенции, при безусловном верховенстве законов государства над местными нормами.
Типология общественных мест в разных странах неодинакова уже в силу различий их местных законодательств. При этом в отношении одного и того же типа общественного места в разных странах могут действовать разные наборы требований, ограничений и запретов.
В составе общественных мест (англ. public space) и в России, и за рубежом выделяются места общего пользования (англ. common space) — замкнутые или отгороженные пространства или помещения, предназначенные для временного использования, причём иногда — частного (душевые, туалеты, пляжные кабинки и т. п.). Данное словосочетание в русском языке неоднозначно: здания, в контексте планировки которых оно обозначает помещения, совместно используемые гражданами с бытовыми целями (кухни, ванные, туалеты и т. п.), могут по своему назначению относиться как к общественными, так и к сугубо частным местам.
Также в составе общественных мест выделяются учреждения, где доступность для всех граждан ограничивается в силу распорядка дня или других технических либо естественных причин. В числе общедоступных учреждений особо выделяются органы власти и занимаемые ими помещения (до революции в России называвшиеся присутственными местами). Есть прецедент использования этого «устаревшего» термина и в нормативном акте 2008 года (правда, не имеющем силы закона).
В англоязычной литературе, посвящённой градостроительству и ландшафтному дизайну, термин public space используется в значении, приближающемся к административно-правовым формулировкам. Вместе с тем, некоторые учёные-политологи оперируют термином public space в отвлечённой, узкой коннотации с публичной сферой (англ. public sphere) общественно-политической активности, подразумевая не только места массового скопления людей, но и в целом пространство (не исключая виртуальное), в котором есть возможность публичного высказывания и формирования общественного мнения.

## Российская Федерация
Со времени возникновения административного права в России (XVII—XVIII век) полиции предписывалось предупреждать и пресекать правонарушения прежде всего в местах, имеющих общественное значение. В настоящее время административное правонарушение, совершенное в общественном месте, безусловно является общественно значимым явлением.
В федеральном и региональном законодательстве Российской Федерации понятие «общественное место» широко применяется, но его определение и конкретный перечень общественных мест отсутствуют. Понятие «общественное место» не закреплено в российских законодательных актах, не имеет законодательной регламентации в РФ. Наряду с понятием «общественное место» в законодательстве применяются смежные понятия — «запрещенное место», «отдельные территории, помещения и объекты, а также детские площадки» и другие. При этом понятия «запрещенное место» и «общественное место» не являются синонимами.
Примерный перечень общественных мест можно определить анализом государственных нормативных актов, а также из судебной практики.
В судебных решениях для классификации места правонарушения в качестве общественного встречается представление об общественном месте, как о всяком помещении и территории, предназначенном для нахождения в них людей и (или) удовлетворения их различных потребностей, при этом являющемся свободным для доступа неопределенного круга лиц.
Органы местного самоуправления могут издавать собственные перечни общественных мест. Например, в Славянском районе Ставропольского края такой список опубликован в 2010 году.
В Кодексе об административных правонарушениях (КоАП РФ) к общественным местам отнесены улицы, стадионы, скверы, парки и транспортные средства общего пользования, однако этот перечень не является исчерпывающим, но дополняется формулировкой «и другие общественные места».
В КоАП РФ в понятия «общественное место», «запрещенное место» и «отдельные территории, помещения и объекты, а также детские площадки» включены следующие места.
- территории и помещения образовательных организаций, учреждений культуры, физической культуры и спорта;
- территории и помещения медицинских учреждений;
- транспорт: городской общественный транспорт, поезда, суда, воздушные суда, перевозящие пассажиров, пассажирские платформы;
- гостиницы;
- рынки, магазины, помещения торговых организаций;
- помещения органов государственной власти и органов местного самоуправления;
- лифты и помещения общего пользования многоквартирных домов, в частности, подъезды, лестницы, лестничные площадки;
- дворы, подъезды, лестницы, лестничные площадки, лифты жилых домов (без уточнения, многоквартирные или нет);
- детские площадки;
- пляжи;
- зоны рекреационного назначения в границах городских территорий;
- зоны любых территорий, используемые и предназначенные для отдыха, туризма, занятий физкультурой и спортом;
- автозаправочные станции;
- другие места.

В межведомственной Инструкции о порядке заполнения и представления учетных документов от 29.12.2005 г. общественные места подразделяются на две группы:
1. общественные места постоянного пользования — со свободным доступом в любое время года и суток;
2. общественные места периодического пользования — доступные не круглосуточно или не ежедневно, сюда входят общественный транспорт, территории учреждений, предприятий, организаций, а также территории, охраняемые частными охранными предприятиями, предназначенные для обслуживания населения в установленные часы работы, как в черте населённого пункта, так вне, в том числе используемые для санкционированных массовых мероприятий.

К общественным местам не относятся:
- охраняемые территории частных земельных владений;
- территории частных домовладений;
- квартиры и коммунальные квартиры;
- комнаты и места общего пользования общежитий;
- чердаки и подвалы, не оборудованные для общего пользования;
- места периодического общественного пользования, в которых в этот момент не проводятся массовые или иные общественные мероприятия;
- закрытые для доступа посетителей места отдыха, предприятия торговли и питания;
- внутренние дворы организаций и учреждений, в которых осуществляется пропускной и досмотровый режим;
- дороги, проходящие по территории садоводческих товариществ и кооперативов, а также частных домовладений (в частном секторе населённых пунктов);

Анализ разных нормативных актов органов государственной власти и местного самоуправления позволяет сформулировать понятие «общественное место» как
любое место, свободное для разового, периодического либо постоянного доступа и использования неопределенным кругом лиц, за исключением объектов частного пользования либо мест, не разрешенных законодательством для пребывания граждан.

### Определения в законах и постановлениях
Понятие «общественное место» упоминается в статьях 20.1 и 20.21 КоАП РФ:

Мелкое хулиганство, то есть нарушение общественного порядка, выражающее явное неуважение к обществу, сопровождающееся нецензурной бранью в общественных местах, оскорбительным приставанием к гражданам, а равно уничтожением или повреждением чужого имущества— КоАП РФ, ст. 20.1. Мелкое хулиганство

Появление на улицах, стадионах, в скверах, парках, в транспортном средстве общего пользования, в других общественных местах…— КоАП РФ, ст. 20.21. Появление в общественных местах в состоянии опьянения
До вступления в действие КоАП РФ также упоминалось в статье 162 КоАП РСФСР:

Распитие спиртных напитков на улицах, на стадионах, в скверах, парках, во всех видах общественного транспорта и в других общественных местах, кроме предприятий торговли и общественного питания, в которых продажа спиртных напитков в розлив разрешена…— КоАП РСФСР, ст. 162 Распитие спиртных напитков в общественных местах или появление в общественных местах в пьяном виде
Термин также использован в Постановлении правительства РФ от 21 марта 1994 года № 218 «О минимальных ставках авторского вознаграждения за некоторые виды использования произведений литературы и искусства»:

За исполнение музыкальных произведений с текстом или без текста на танцевальных площадках, дискотеках, в клубах, барах, кафе, ресторанах и других общественных местах…— Постан. правит. РФ от 21.03.1994 №218 «О минимальных ставках авторского вознаграждения за некоторые виды использования произведений литературы и искусства»
Частичное определение есть в части 7 статьи 16 Федерального закона No 171-ФЗ.

…и в других общественных местах, в том числе во дворах, в подъездах, на лестницах, лестничных площадках, в лифтах жилых домов, на детских площадках, в зонах рекреационного назначения (в границах территорий, занятых городскими лесами, скверами, парками, городскими садами, прудами, озерами, водохранилищами, пляжами, в границах иных территорий, используемых и предназначенных для отдыха, туризма, занятий физической культурой и спортом).— Федеральный закон от 22.11.1995 No 171-ФЗ «О государственном регулировании производства и оборота этилового спирта, алкогольной и спиртосодержащей продукции и об ограничении потребления (распития) алкогольной продукции» (с изм. и доп., вступ. в силу с 01.01.2018) // Собрание законодательства РФ, 27.11.1995, No 48, с. 4553.; цит. по Никоноровы, 2018, с. 225
«Инструкция о порядке заполнения и представления учетных документов», утверждённая 29.12.2005 г. межведомственным приказом «О едином учете преступлений» даёт определение, ориентированное по административно-территориальному признаку:

специально оборудованные территории и зоны общего пользования в черте городов и населенных пунктов либо вне их и предназначенные для использования населением, а также проведения массовых мероприятий, обслуживания и отдыха граждан— «Инструкция о порядке заполнения и представления учетных документов». — 3 : Порядок заполнения и представления статистической карточки. — Утверждена Приказом Генпрокуратуры России № 39, МВД России №1070, МЧС России № 1021, Минюста России № 253, ФСБ России № 780, Минэкономразвития России № 353, ФСКН России № 399 от 29.12.2005 «О едином учете преступлений».

## Другие страны мира

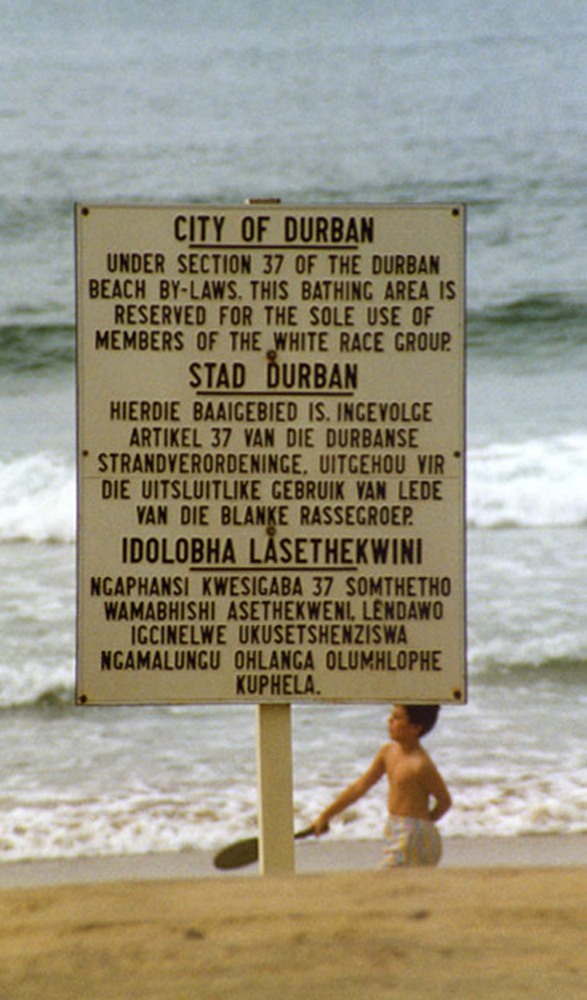
1991 год. Пляж только для белых. Дурбан, ЮАР.

### Украина
В украинском законодательстве нет исчерпывающего перечня общественных мест. Частичные списки есть в разных нормативных актах: в законе о табакокурении 2899-IV, в разъяснении кабинета министров от 4 апреля 2020 года.
Органы местной власти могут расширять перечень общественных мест, например, в Киеве в апреле 2020 года в категорию общественных мест попала вся территория города вне жилищ людей. В результате работники правоохранительных органов могут по своему усмотрению определять, что является общественным местом, а что — нет.

### США
В США понятие общественного места (англ. public space) исторически сформировалось на основе понимания пространства, противопоставляемого частной территории (англ. private space). Общественными местами здесь являются большинство улиц, в том числе тротуары, городские площади и парки. Как общественные места в США также рассматриваются государственные учреждения, открытые для посещения общественностью, включая не только органы власти и правопорядка, но и, например, общественные (публичные) библиотеки. Доступ в них может быть ограничен временем работы: на ночь могут закрываться не только общественные места в зданиях, но и парки, пляжи, отведённые для торговли зоны (англ. malls) и залы (места) ожидания рейсового транспорта.

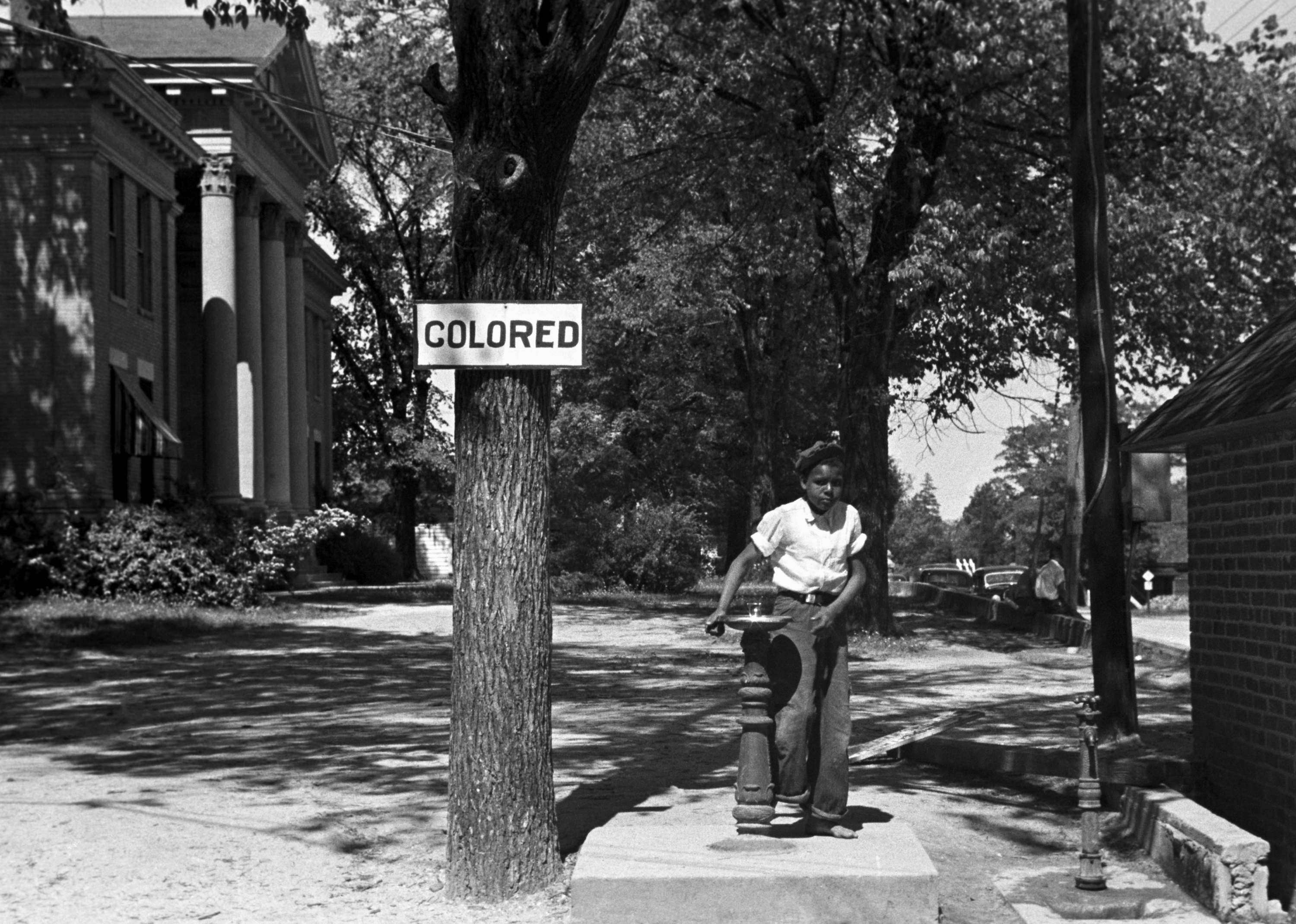
1938 год. Питьевой фонтанчик «для цветных» в Галифаксе, (Северная Каролина), США.

Во времена сегрегации общественные места в США были объектом особых ограничений, вводимых по расовому признаку («только для белых»). В настоящее время специально подчёркивается, что все общественные места, независимо от их вида, в равной степени доступны для всех лиц, независимо от расы, этнического происхождения, возраста, социально экономического положения, а также пола. Последний элемент дефиниции, правда, нуждается в специальном уточнении применительно к раздевалкам, туалетам и другим местам, где в силу требований морали требуется разделение объекта конечного доступа по признаку пола.
Ограничение по признаку пола, религии, одежды в храмы и другие культовые сооружения, а также в места открытого отправления культа, в отдельных конфессиях регулируется на основе отношений частной собственности на соответствующие объекты, которые таким образом исключаются из числа общественных мест.
Доступ в общественный парки в США бывает ограничен для нерезидентов этой местности, например, с целью сохранить природу от деградации.
Согласно Первой поправке к Конституции США, право людей на выступления и собрания в общественных местах в этой стране не может быть необоснованно ограничено ни федеральным правительством, ни правительством штата.

### Канада
В Канаде Верховный Суд, защищая право граждан расклеивать листовки и распространять их в общественных местах, включая здания и помещения органов власти, постановил:

Если бы представители публики не имели права распространять листовки или осуществлять самовыражение мнений в иных формах в пределах объектов государственной собственности… тем самым была бы непозволительно сужена, если не вовсе сокращена возможность осуществления ими своих прав на свободу выражения мнений.Оригинальный текст (англ.)   
If Members of the public had no right whatsoever to distribute leaflets or engage in other expressive activity on government-owned property… then there would be little if any opportunity to exercise their rights of freedom of expression.

### Социальные нормы в общественных местах
Во всех странах действуют более или менее жёсткие ограничения в отношении поведения в общественных местах. Эти понятия антиобщественного поведения, перечни запрещаемых и преследуемых действий исходят как из общечеловеческих, так и из национально- и религиозно-специфических норм морали, нравственности и гигиены. К оскорбительным (англ. obnoxious), непристойным (англ. indecent) и иным недопустимым деяниям как правило относятся совершаемые в общественных местах мочеиспускание и дефекация, непристойное обнажение и половые акты, приём алкоголя и наркотиков.
Наряду с ними в отдельных странах и городах могут действовать более сильные ограничения на сезонной или постоянной основе.
Так, в ряде культур считается недопустимым осуществление в общественном пространстве всех действий, относящихся к частной жизни, помимо вышеперечисленных. В отдельных исламских государствах не приветствуется принятие пищи и воды на открытом общественном месте во время Рамадана.

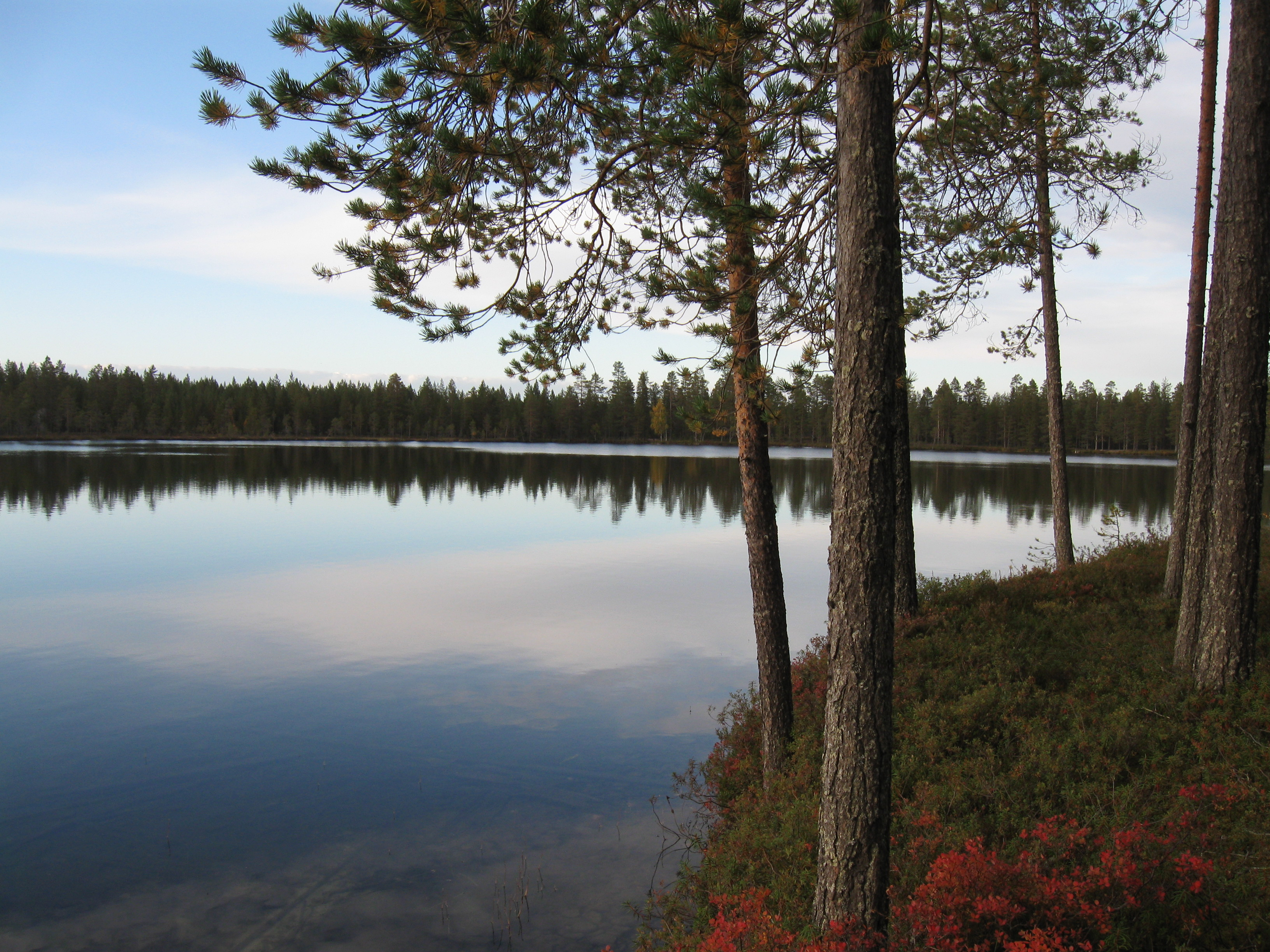
Берег озера. Финляндия

В Нью-Йорке действует запрет «no public drinking» — нельзя пить что бы то ни было (не только алкоголь) на улицах (однако если бутылка положена в пакет — то можно). Исключение — за уличными столиками ресторанов, а также во время организованных уличных шествий. Нельзя пить пиво даже на ступеньках у входа в собственный дом. Штраф за нарушение — 25 долларов.

## Право на свободный проход
Законодательство многих стран (например, Норвегии, Швеции и Финляндии) специально подчёркивает право свободного прохода граждан (норв. allemannsretten, швед. allemansrätten, фин. jokamiehenoikeus, англ. freedom to roam) по природным участкам, в том числе и находящимся в частной собственности, особенно если последние выходят на берега водоёмов и рек. Аналогичные права закон предоставляет в Шотландии, Англии и Уэльсе и многих других странах.